# Werribee
Werribee är en del av en befolkad plats i Australien. Den ligger i regionen Wyndham och delstaten Victoria, omkring 28 kilometer väster om delstatshuvudstaden Melbourne. Antalet invånare är 37 737.
Trakten är tätbefolkad. Närmaste större samhälle är Hoppers Crossing, nära Werribee.
Trakten runt Werribee består till största delen av jordbruksmark. Genomsnittlig årsnederbörd är 971 millimeter. Den regnigaste månaden är juni, med i genomsnitt 115 mm nederbörd, och den torraste är januari, med 34 mm nederbörd.